# آبشار پیر غیب
آبشار پیر غیب (به انگلیسی: Pir Ghaib Waterfall) یک آبشار در پاکستان است که در ناحیه کچهی واقع شده‌است.